# Jurij Slatkonja

Jurij Slatkonja, (nemško Georg von Slatkonia, tudi Jurij Chrysippus), slovenski škof, zborovodja in skladatelj, * 21. marec 1456, Ljubljana, † 26. april 1522, Dunaj, Avstrija.
Jurij Slatkonja je bil drugi novomeški prošt in prvi dunajski škof. V času renesanse je imel v svojem grbu zlatega konja (pač iz napačne etimologije njegovega priimka: slat=zlat + konj, grško Chrysippus). Poznan je tudi kot lastnik prvega ekslibrisa med Slovenci. 

## Izobrazba
Izobraževal se je v Ljubljani, od leta 1473 v Ingolstadtu, in od leta 1475 na Dunaju, kjer je na univerzi pridobil akademski naslov bakalavreat (baccalareus).

## Delovanje
Deloval je kot kaplan in kantor na dunajskem dvoru. Leta 1498 je kot zborovodja osnoval zbor kapelskih dečkov, kasneje slovečega zbora dunajskih dečkov, ki deluje še danes.
Postal je ljubljanski kanonik in prošt ter leta 1506 sprva apostolski administrator, nato pa leta 1513 škof škofije Pedena (Pićan) v Istri. Kmalu zatem je bil razrešen škofije Pićan, zaradi imenovanja za dunajskega škofa, kljub temu pa je še naprej ukvarjal tudi z glasbo. Bil je velik prijatelj matematike in fizike. Andrej Perlah je leta 1517 izdal svoje prve astronomske efemeride, Novi almanah za leto 1518, skrbno preračunan za dunajski poldnevnik in s posvetilom Slatkonji.

## Glasbeni vplivi
- V okviru Zavoda Friderik Irenej Baraga v Novem mestu deluje po Slatkonji poimenovan Konservatorij za glasbo Jurij Slatkonja.

- Od leta 2000 Dunajska nadškofija podeljuje vsako leto nagrado za novo liturgično glasbo, poimenovano po škofu Slatkonji.